# Percnostola
A Percnostola a madarak osztályának verébalakúak (Passeriformes) rendjébe és a hangyászmadárfélék (Thamnophilidae) családjába tartozó nem.

## Rendszerezésük
A nemet Jean Cabanis és Ferdinand Heine írták le 1859-ben, az alábbi fajok tartoznak ide:
- Percnostola rufifrons
- Percnostola arenarum
- Percnostola lophotes[2] vagy Myrmoborus lophotes[1]

## Előfordulásuk
Dél-Amerika területén honosak. Természetes élőhelyeik a szubtrópusi vagy trópusi erdők és szavannák. Állandó, nem vonuló fajok.

## Megjelenésük
Testhosszuk 13–15,5 centiméter közötti.

## Életmódjuk
Rovarokkal és más ízeltlábúakkal táplálkoznak.